# Loucura

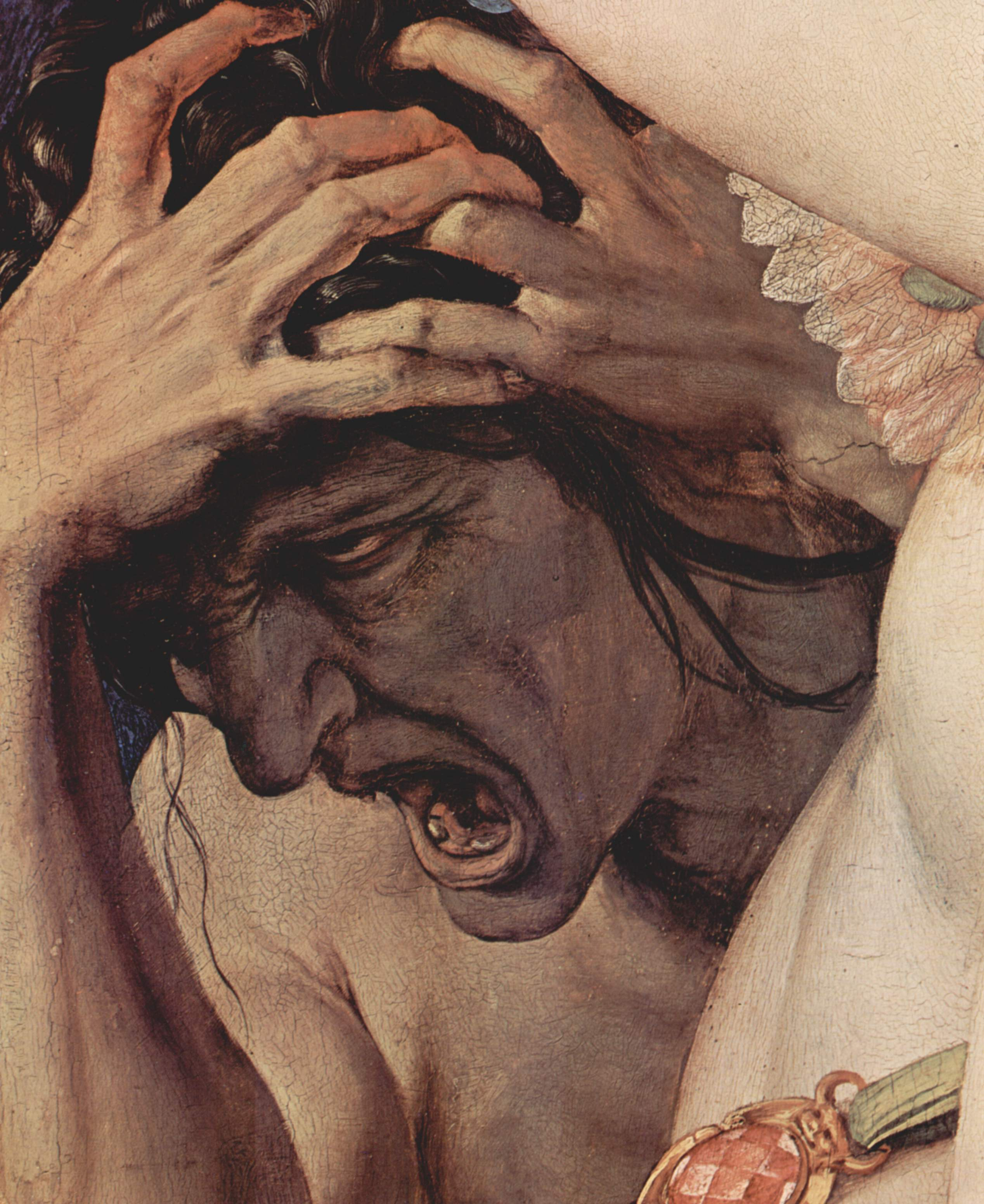
Parte de Alegoria do Triunfo de Vênus, de Agnolo Bronzino.

A loucura ou insanidade é segundo a psicologia uma condição da mente humana caracterizada por pensamentos considerados anormais pela sociedade ou a realização de coisas sem sentido. É resultado de algum transtorno mental.  A verdadeira constatação da insanidade mental de um indivíduo só pode ser feita por especialistas em psicopatologia.
Algumas visões sobre loucura defendem que o sujeito não está doente da mente, mas pode simplesmente ser uma maneira diferente de ser julgado pela sociedade. Na visão da lei civil, a insanidade revoga obrigações legais e até atos cometidos contra a sociedade civil com diagnóstico prévio de psicólogos, julgados então como insanidade mental.
Na profissão médica, o termo é agora evitado em favor de diagnósticos específicos de perturbações mentais, a presença de delírios ou alucinações é amplamente referida como a psicose. Quando se discute a doença mental, em termos gerais, psicopatologia é considerada uma designação preferida.

## História
As significações da loucura mudaram ao longo da história. Na visão de Homero, os homens não passariam de bonecos à mercê dos deuses e teriam, por isso, seu destino conduzido pelas "moiras", o que criava uma aparência de estarem possuídos, ao qual os gregos chamaram "mania".
Para Sócrates, este fato geraria quatro tipos de loucuras: a profética, em que os deuses se comunicariam com os homens possuindo o corpo de um deles, o oráculo. O ritual, em que o louco se via conduzido ao êxtase através de danças e rituais, ao fim dos quais seria possuído por uma força exterior. A loucura amorosa, produzida por Afrodite, e a loucura poética, produzida pelas musas. A mania (termo grego para loucura), personificada no Deus Dioniso, também poderia assumir, segundo Platão, a forma de uma "loucura divina" (theía mania), sendo essencial para o exercício da filosofia. 
Philippe Pinel alterou significativamente a noção de loucura ao anexá-la à razão. Segundo Michel Foucault, ao diferenciar (ou diferir - Différance) o louco do criminoso, obnubilou, tornando-o velado, o aspecto de julgamento moral que constituía até então o principal parâmetro da definição da loucura. Este aspecto moral deixou de ser parâmetro, mas persistiu como uma sensibilidade, um paradigma envolto nos fenômenos designados "da loucura". Assim, ainda hoje, a diagnose, a nosologia que perscruta e prescreve os comportamentos e afetos daqueles que são designados como loucos, traz consigo, inculcada, uma série sem fim de paradigmas abscônditos, donde devém a mesma abjeção que se impõe sobre a loucura ou os loucos.
Hegel afirmou que a loucura não seria a perda abstrata da razão: "A loucura é um simples desarranjo, uma simples contradição no interior da razão, que continua presente". A loucura deixou de ser o oposto à razão ou sua ausência, tornando possível pensá-la como "dentro do sujeito", a loucura de cada um, possuidora de uma lógica própria. Hegel tornou possível pensar a loucura como pertinente e necessária à dimensão humana, e afirmou que só seria humano quem tivesse a virtualidade da loucura, pois a razão humana só se realizaria através dela.